# Operació Edelweiss
L'Operació "Edelweiss" (en alemany: Edelweiß) va ser un pla alemany per obtenir el control sobre el Caucas i capturar els camps petrolífers de Bakú durant la Segona Guerra Mundial. L'operació va ser autoritzada per Hitler el 23 de juliol de 1942. Les forces principals incloïen el Grup d'Exèrcits "A" (Wilhelm List), el 1r Exèrcit Blindat (Ewald von Kleist), el 4t Exèrcit Blindat (Coronel General Hermann Hoth), el 17è Exèrcit (Coronel General Richard Ruoff) i el 3r Exèrcit Romanès (General Petre Dumitrescu). El Grup d'Exèrcits A estava cobert pel Grup d'Exèrcits B del mariscal Fedor von Bock al flanc esquerre i per la 4a Flota Aèria (1.000 aeronaus). Les forces terrestres, incloent a 15.000 treballadors de la indústria petrolera, feia un total de 167.000 homes, 4.540 canons i 1.130 tancs en total.

## Preparatius
Diverses empresa petrolieres com "Petroli Alemany del Caucas", "Ost-Öl" i "Karpaten-Öl" s'havien establert a Alemanya. Havien guanyat drets per explotar els camps petrolífers del Caucas per 99 anys. Per aquests propòsits es lliuraren grans quantitats de canonades per oleoductes, que més tard provarien ser útils pels treballadors petrolífers soviètics. Es creà una inspecció especial "A", encapçalada pel Tinent General Nidenfuhr. Per evitar la destrucció de les instal·lacions petrolíferes es prohibí fermament a la Luftwaffe els bombardeigs sobre aquests, i s'arribà aformar un regiment de la Waffen-SS i de cosacs per evitar que Nikolai Baibakov i Semion Budionni destruïssin les seves pròpies instal·lacions. El cap de l'Abwehr desenvolupà l'operació "Shamil", que assumia desembarcament a Grozni, Malgobek i Maikop per prendre-les per sorpresa.

## L'Operació
Després de neutralitzar el contraatac soviètic en direcció d'Izyum-Barvenkovsk el Grup d'Exèrcit Alemany "Sud-B" s'endinsà al Caucas. Quan Rostov del Don, de nom en clau "Les Portes del Caucas" caigué el 23 de juliol de 1942, les unitats blindades d'Ewald von Kleist es mogueren a través del Caucas. Hubert Lanz, comandant de la divisió "Edelweiss", decidí avançar pels gorgs del riu Kuban creuant el Pas de Marukhskiy i el de Khotyu-tau per arribar a les fonts del riu Baksan i als Passos de Donguz-Orun i de Becho. Les unitats de la 4a Divisió de Muntanya s'apropaven a Sukhumi, arribant a només 30 km. Per tal d'atacar des de la regió de Kuban, es formà un destacament de vanguardia format per 150 homes i comandat pel Coronel General Grott per tal de capturar els passos que portaven al Elbrus i per cobrir el flanc. El destacament aconseguí arribar al Pas de Khotyu-tau, que no estava defensat pels soviètics, i Khotyu-tau guanya un nom nou: "El Pas del General Konrad".
Tot i que els tancs de von Kleist estaven travessant les estepes del Caucas sense trobar cap resistència important, en tot moment van estar curts de combustible, depenent dels subministraments aeris i fins i tot de les caravanes de camells per mantenir l'ofensiva en marxa. El 9 d'agost es conqueriren els camps de Maikop, tot i que els dipòsits de combustible havien estat destruïts. Des de Maikop, tropes alemanyes de muntanya ascendiren al Mont Elbrus, el cim més alt del Caucas, posant-hi la bandera nazi al cim el 21 d'agost
En aquest punt, l'extensió de les línies de subministrament ja es feia sentir, atès que els tancs que protegien Maykop van començar a tenir problemes per a defensar la seva posició i era impossible avançar fins a Grozni per anar després fins a Bakú. Això va ser en part perquè els avions que els portaven subministraments de manera precària van ser enviats a ajudar al VI Exèrcit atrapat a la batalla de Stalingrad.
Des del 24 d'agost es començà a combatre seriosament a Mozdok, al nord-oest de Grozni. El 15 d'octubre, von Kleist demanà a Hitler que li enviés més tancs, doncs tot i que ja havien avançat diversos kilòmetres pels turons de Txetxènia, les baixes alemanyes havien estat molt dures. Hitler es negà, perquè no podia treure cap unitat cuirassada del front de Stalingrad, on cada dia que passava la situació era més crítica. L'endemà, von Kleist ordenà a les seves tropes que es repleguessin al darrere del riu Terek i que assumissin una posició defensiva: d'aquesta manera el front de Grozni s'establí durant un parell de mesos a menys de 48 km de la capital txetxena.
El 18 de novembre s'inicià una ofensiva soviètica sobre les aïllades unitats alemanyes al Caucas, que per mitjans de desembre hagueren de retirar-se. Hitler no intentà aturar l'avanç soviètic, perquè tota la seva atenció estava fixada sobre Stalingrad, per la qual cosa tots els territoris que s'havien guanyat al Caucas durant els mesos anteriors es perderen ràpidament. Així, els objectius de les operacions Blau i Edelweiss no es van complir, i el petroli soviètic seguí alimentant a la maquinària de l'Exèrcit Roig.

## Conseqüències
Reconquerit el territori el 1944 per l'Exèrcit Roig, tot el poble ingúix, junt amb txetxens, balkars, karaxais, calmucs i tàrtars de Crimea, fou acusat de traïció i de col·laborar amb els nazis, sent deportat.

## Dates claus

### Conquestes alemanyes
- 3 d'agost de 1942 - La Wehrmacht conquereix Stávropol
- 10 d'agost de 1942 - La Wehrmacht conquereix Maykop
- 12 d'agost de 1942 - La Wehrmacht conquereix Krasnodar
- 25 d'agost de 1942 - La Wehrmacht conquereix Mozdok
- 11 de setembre de 1942 - La Wehrmacht conquereix Novorossiysk

### Contraofensives soviètiques
- 3 de gener de 1943 - L'Exèrcit Roig allibera Mozdok
- 21 de gener de 1943 - L'Exèrcit Roig allibera Stávropol
- 23 de gener de 1943 - L'Exèrcit Roig allibera Armavir
- 29 de gener de 1943 - L'Exèrcit Roig allibera Maykop
- 5 de febrer de 1943 - L'Exèrcit Roig desembarca a Novorossiysk
- 12 de febrer de 1943 - L'Exèrcit Roig allibera Krasnodar
- 9 de setembre de 1943 - La línia Blau alemanya es trenca
- 16 de setembre de 1943 - L'Exèrcit Roig allibera Novorossiysk
- 9 d'octubre de 1943 - L'Exèrcit Roig allibera el Caucas